# Detekcija virusnih antigena i genoma
Detekcija virusnih antigena i genoma su moderne dijagnostičke virusološke metode koje se koriste u serološkoj detekciji virusnih infekcija.  Detekcija virusnih antigena danas se široko koristi i za tu namenu postoje brojni komercijalni testovi (ELISA test, aglutinacija, imunoblot). Ovi testovi se u rutinskoj dijagnostici primenjuje najčešće u dijagnostici rota i adenovirusa i pokazuju dosta visoku specifičnost i senzitivnost. Nedostatak im je što se njima ne može otkriti grupa niti tip virusa, što je potrebno u epidemijskim pojavama bolesti. Dobar deo testova pripada brzim testovima, što je posebno prihvatljivo za rutinsku dijagnostiku, bez obzira na različitu specifičnost i senzitivnost.

## Detekcija virusnih antigena
Detekcija virusnih antigena, kao metoda u virusologiji posebno je pogodna za viruse koji sporo rastu u ćelijskoj kulturi ili su nestabilni.

### Primena
Najčešće se metodama detekcije virusnih antigena, koristi za identifikuju:
U uzorcima iz respiratornog trakta — identifikuju se: respiratorni sincicijalni virus (RSV),  virusa influence i parainfluence,  adenovirusi
U uzorcima iz kožnih lezija — identifikuje se HSV i VZV
U uzorku stolice  — identifikuje se rotavirus 
U uzorcima krvi pacijenta — identifikuje se HSV i VZV  i CMV i hepatitis B virus (površinski antigen)

## Tehnika
Metode detekcije virusnih antigena su relativno jednostavne za izvođenje. Rezultati se brzo dobijaju — u roku od nekoliko sati od prijema kliničkog uzorka u laboratoriju.
Serološka analiza kojima se vrši detekcija virusnih antigena, zasniva se na primeni:
Imunofluorescencija
Imunofluorescencija je jedna od najčešće primenjivenih metoda, u rutinskoj laboratorijskoj praksi, za detekciju respiratornih virusa. Ovi testovi se zasnivaju na istim principima kao i ELISA  test i mogu detektovati anti-virusna antitela ili virusni antigen u uzorku. Umesto enzimsupstrat detektorskog sistema, u ovim testovima, za detekciju kompleksa antigen-antitelo koristi se antitelo obeleženo fluorescentnom bojom (najčešće fluorescein izotiocijanatom-FITC).
Testovi imunofluorescencije najčešće se primenjuju za brzu dijagnostiku respiratornih virusa (influenca, parainfluenca i RSV), jer su visoko specifični (> 95%). Međutim kako imaju nisku osetljivost (6% do 80%), svaki negativan nalaz mora se potvrditi alternativnim testom.
Nedostatak
Iako su jako brzi, njihov osnovni nedostatak je subjektivnost u tumačenju rezultata (u velikoj meri zavise od iskustva osobe koja interpretira test).
Imunoperoksidazno bojenje
Enzimski imunoadsorpcioni test (EIA ili ELISA)
ELISA testovi su najčešće korišćeni serološki testovi u rutinskim dijagnostičkim laboratorijama, jer ima prednost u detekciji IgM ili IgG anti-virusnih antitela korišćenjem izotip-specifičnih anti-humanih imunoglobulina.  
Postoji nekoliko modifikacija ove tehnike, ali u svima se virusni antigen imobiliše na čvrstu fazu, kao što je zid bazenčića plastične mikrotitracione ploče ili plastične čestice. Potom se u bazenčić dodaje serum pacijenta. Ako je u serumu prisutno specifično antitelo, ono će se vezati
za antigen na čvrstoj fazi. 
Testovi aglutinacije
U testovima aglutinacije, antigen ili antitelo se adsorbuje na inertne čestice (lateks ili želatin), i pozitivna reakcija se vidi kao aglutinacija čestica.
Prednost testova aglutinacije je jednostavnost; brzina, i maala zahtevnost sofisticirane opreme.   

### Ograničenja
Antigenski heterogeni virusi kao što su rinovirusi i enterovirusi i ne mogu se detektovati ovim metodama.

## Detekcija virusnog genoma
Detekcija virusnog genoma, kao i mnoge druge molekularne tehnike našla je primenu u rutinskim dijagnostičkim laboratorijama za postavljanje dijagnoze virusnih infekcija.

### Primena
Detekcija virusnog genoma je molekularna tehnika koja se pokazala u novije vreme kao dobra metoda, kod virusnog genoma (DNK ili RNK) za:
- otkrivanje novih virusa,
- ispitivanje rezistencije virusa,
- dizajniranje novih antivirusnih lekova,
- dizajniranje vakcina.

Ove tehnike, našle su rutinsku primenu u virusološkim laboratorijama, jer su osetljive, specifične i relativno se brzo izvode.

## Literatura
- Krstić, L. Medicinska virusologija. 2000.. Beograd: autor, drugo izdanje
- Rabenau, H. F.; Kessler, H. H.; Kortenbusch, M.; Steinhorst, A.; Raggam, R. B.; Berger, A. (2007). „Verification and validation of diagnostic laboratory tests in clinical virology”. Journal of Clinical Virology. 40 (2): 93—8. PMID 17766174. doi:10.1016/j.jcv.2007.07.009.

## Spoljašnje veze
- Imunološke i molekularne tehnike u laboratorijskoj dijagnostici virusnih infekcija

|  | Molimo Vas, obratite pažnju na važno upozorenje u vezi sa temama iz oblasti medicine (zdravlja). |